# Mutter
Mutter (на немски: Майка) е третият студиен албум на немската индъстриъл метъл група Rammstein. Той излиза на 2 април 2001 година.

## Песни
1. Mein Herz brennt (Сърцето ми гори) – 4:39
2. Links 2-3-4 (Леви 2-3-4) – 3:36
3. Sonne (Слънце) – 3:35
4. Ich will (Аз искам) – 3:37
5. Feuer frei! (Стреляй!) – 3:08
6. Mutter (Майка) – 4:28
7. Spieluhr (Музикална кутия) – 4:46
8. Zwitter (Хермафродит) – 4:17
9. Rein raus (Навън, навътре) – 3:09
10. Adios (от испански Довиждане ) – 3:48
11. Nebel (Мъгла) – 4:54

Японската версия включва песента „Halleluja“ като скрито парче. Специално издание е направено с втори компакт диск. В този диск са включени концертни изпълнения на „Ich Will“, „Links 2-3-4“, „Sonne“ и „Spieluhr“.

## Сингли
1. Sonne (2001)
2. Links 2, 3, 4 (2001)
3. Ich will (2001)
4. Mutter (2002)
5. Feuer frei! (2002)

„Feuer frei!“ е включен в саундтрака на филма xXx, а Rammstein се появяват във филма, изпълнявайки песента.